# Jos Stokkel
Jos Stokkel (Sappemeer, 1960) is een Nederlandse dammer die in de provincie Groningen is opgegroeid en naar Oost-Nederland verhuisde. Hij werd in 1989 Nederlands kampioen. Hij werd Gronings kampioen in 1978 en sneldamkampioen in 1979 en 1981. Hij bezit de titels Internationaal Grootmeester en Nationaal Grootmeester. 

## Nederlands kampioenschap
Stand van zaken 2019: Stokkel nam 13 keer deel aan de finaleronde van het Nederlands kampioenschap dammen. In 1989 werd hij Nederlands kampioen met 17 punten uit 13 wedstrijden. In 1983 werd hij gedeeld eerste met 16 punten uit 11 wedstrijden, maar ging de titel naar Rob Clerc. De volledige eindklasseringen van Stokkel tijdens de finaleronde van het Nederlands kampioenschap: 
| jaar | locatie       | plaats |  | jaar | locatie    | plaats |  | jaar | locatie   | plaats |  | jaar | locatie | plaats |
| ---- | ------------- | ------ |  | ---- | ---------- | ------ |  | ---- | --------- | ------ |  | ---- | ------- | ------ |
| 1979 | Zevenaar      | 4e     |  | 1985 | Abcoude    | 8e     |  | 2016 | Enschede  | 9e     |  |      |         |        |
| 1980 | Bedum         | 6e     |  | 1989 | Leeuwarden | 1e     |  | 2018 | Harlingen | 4e     |  |      |         |        |
| 1982 | prov. Drenthe | 10e    |  | 1990 | Den Helder | 11e    |  | 2019 | Huissen   | 6e     |  |      |         |        |
| 1983 | Schagen       | 2e     |  | 2000 | Hengelo    | 9e     |  |      |           |        |  |      |         |        |
| 1984 | Huissen       | 3e     |  | 2005 | Groningen  | 5e     |  |      |           |        |  |      |         |        |

## Simultaandammen
Stokkel verbeterde op 6 en 7 november 2010 het wereldrecord simultaandammen door tegen 251 tegenstanders te spelen en daarbij een score van meer dan 80% te halen. Dit kostte hem 18 uur. Hij won 174 keer, remiseerde 62 keer en verloor 15 keer.
Hiermee behaalde hij een score van 81,7% en het wereldrecord. Het oude record, uit 2006, was in handen van Anton van Berkel.